# Transnational Speedway League: Anthems, Anecdotes and Undeniable Truths
Transnational Speedway League: Anthems, Anecdotes and Undeniable Truths  es el primer álbum de estudio y álbum debut de la banda estadounidense de rock: Clutch. Lanzado en agosto de 1993 por la discográfica East West Records.
El álbum es caracterizado por tener distintos sonidos del rock, incluyendo stoner rock, punk rock, heavy metal, hardcore punk, stoner metal, entre muchos otros. Es considerado uno de los clásicos del stoner rock y que también dieron la escena misma de la década de 1990.[cita requerida]
Se le considera uno de los mejores álbumes de Clutch recibiendo buenas críticas siendo su álbum debut.[cita requerida]
El álbum es conocido gracias al sencillo "A Shogun Named Marcus".[cita requerida]

## Sonido
El sonido del álbum se le considera de difícil categorización debido a los diversos sonidos que se encuentran en el, pero muchos clasifican al álbum de los estilos: stoner rock, hardcore punk, heavy metal, post-hardcore, punk rock, garage punk, metal alternativo, southern rock, incluso con sonidos del hard rock y del sludge metal.

## Lista de canciones
Todas las canciones escritas y compuestas por Clutch. 
| Transnational Speedway League: Anthems, Anecdotes and Undeniable Truths |                                                       |          |  |
| N.º                                                                     | Título                                                | Duración |  |
| 1.                                                                      | «A Shogun Named Marcus»                               | 02:52    |  |
| 2.                                                                      | «El Jefe Speaks»                                      | 03:49    |  |
| 3.                                                                      | «Binge and Purge»                                     | 06:29    |  |
| 4.                                                                      | «12 Ounce Epilogue»                                   | 02:49    |  |
| 5.                                                                      | «Bacchanal»                                           | 04:11    |  |
| 6.                                                                      | «Milk of Human Kindness»                              | 04:17    |  |
| 7.                                                                      | «Rats»                                                | 02:45    |  |
| 8.                                                                      | «Earthworm»                                           | 04:31    |  |
| 9.                                                                      | «Heirloom 13»                                         | 05:34    |  |
| 10.                                                                     | «Walking in the Great Shining Path of Monster Trucks» | 03:43    |  |
| 11.                                                                     | «Effigy»                                              | 05:09    |  |
| 46:16                                                                   |                                                       |          |  |

## Personal
Todas las letras están compuestas por todos los miembros de Clutch en la realización del álbum.
- Neil Fallon - vocal
- Tim Sult - guitarra
- Dan Maines - bajo
- Jean-Paul Gaster - batería

### Personal adicional
- Jonathan Burnside - producción, ingenieria y mezclas (sencillos 3, 5 y del 8 al 11)
- Steven Haigler - producción, ingenieria y mezclas (sencillos 1, 2, 4, 6 y 7)
- Billy Anderson - ingenieria (sencillos 3, 5 y del 8 al 11)
- Peter Stabuli - ingenieria (sencillos 3, 5 y del 8 al 11)
- Louis Driben - ingenieria (sencillos 3, 5 y del 8 al 11)
- Tony Olavarria - ingenieria (sencillos 1, 2, 4, 6 y 7)
- George Marino - masterización
- Frank Gargiulo - dirección de arte, diseño
- Mike Baugh - diseño del logotipo del grupo
- Dan Winters - fotografía